# Cordt Andersen
Eduard Peter Cordt Andersen (16. februar 1894 i Odense – død ??) var en dansk kok og professionel bokser, der var aktiv i årene 1923-1931.
Cordt Andersen var født i Odense men flyttede til København 1916. Han debuterede som professionel i 1923 mod landsmanden Hans Jørgensen i en kamp over 10 omgange i hjembyen Odense. Cordt Andersen boksede normalt i weltervægt, hvorimod Hans Jørgensen normalt lå omkring sværvægt. Cordt Andersen blev stoppet i sin debutkamp, da han blev slået ud i kampens 4. omgang. I en returkamp nogle måneder senere lykkedes det dog Cordt Andersen at opnå revanche, da han besejrede Jørgensen på point. Næste kamp blev afviklet i Sverige mod svenskeren Gustav Olander, der stoppede Cordt Andersen i 2. omgang. I den næste kamp vandt Cordt Andersen i 1924 over sværvægteren Emil Andreasen, kaldet ”Bryggeren”, der på daværende tidspunkt var et stort navn i dansk professionel boksning. 
Cordt Andersen boksede herefter 6 kampe i Sverige og Norge, hvoraf 3 blev vundet og 3 tabt på knockout. Han returnerede til Danmark i 1926, hvor han blev matchet mod et af de større danske navne på den tid, Svend Helgesen, der netop var vendt hjem fra USA. Cordt Andersen vandt kampen, men tabte herefter en kamp i Hamborg. Han vendte tilbage til Danmark den 3. februar 1928, da han blev matchet mod datidens største danske boksenavn, Chic Nelson. Nelson var dog på dette tidspunkt knap 36 år gammel og i karrierens efterår, og Cordt Andersen vandt sin største sejr i karrieren, da han besejrede veteranen på point i en kamp over 4 omgange. 
Sejren over Nelson gav genlyd, og der blev hurtigt arrangeret en returmatch mellem de to boksere, denne gang om det danske mesterskab i mellemvægt. Kampen blev arrangeret i Cordt Andersens hjemby, Odense, og blev afholdt den 1. april 1928. Cordt Andersen vandt endnu engang over Chic Nelson, og kunne herefter kalde sig dansk mester. Han vandt et par kampe i 1929, men tabte i 1930 til Hans Holdt og Kaj Axel. De sidste kampe i karrieren blev bokset i 1931 mod Einar Aggerholm og Carl Jensen, men Cordt Andersen tabte disse, og opgav herefter karrieren.
Cordt Andersen opnåede 22 kampe, hvoraf de 12 blev vundet og 10 tabt.

## Eksterne links
- Professionel rekordliste på Boxrec.com